# Zasada trzech jedności
Zasada trzech jedności (trzy jedności) – zespół trzech reguł podstawowych dla klasycystycznej koncepcji fabuły dramatu lub wyłącznie tragedii. Reguły te to jedność czasu, jedność miejsca i jedność akcji. 
W poetyce klasycyzmu największe znaczenie ma zasada jedności akcji. Według tej reguły fabuła ma mieć charakter liniowy, być jednowątkowym układem zdarzeń – pozbawionym scen epizodycznych i wątków pobocznych. Rozwój zdarzeń w czasie trwania akcji ma prowadzić wprost do rozwiązania głównego konfliktu zarysowanego w dramacie. Także każda z wprowadzonych postaci musi mieć wyraźnie określoną funkcję w stosunku do rozwoju akcji. Prostsze do określenia są zasady jedności czasu i jedności miejsca – zasada jedności czasu mówi, że czas trwania akcji musi się pokrywać z czasem trwania widowiska lub przynajmniej zamykać się w jednej dobie; zasada jedności miejsca mówi, że akcja dramatu powinna toczyć się stale w tym samym miejscu, a przynajmniej nie naruszać prawdopodobieństwa zmian miejsca akcji w stosunku do zasady jedności czasu.

## Starożytność
Reguły te rzadko były ściśle spełniane przez tragedie i komedie starożytne, nie były też explicite znane starożytnym dramaturgom. Najczęściej spełniają je tragedie Sofoklesa (np. Antygona, czy Król Edyp), najrzadziej tragedie Ajschylosa. Mają one źródło nie tyle w refleksji teoretycznej, ile w praktycznych potrzebach teatru starożytnego. Trzeba tu zwrócić uwagę na dwie kwestie – to, że w tragedii greckiej stale występował chór i to, że przedstawienia tragedii greckich zawsze rozpoczynały się o wschodzie słońca. Stała obecność chóru czyniłaby częste zmiany miejsca i akcji nierealistycznymi i dziwacznymi. To, że przedstawienia tragedii zawsze zaczynały się o tej samej porze powodowało, że dramaturdzy starożytni mogli dla wzmocnienia efektu dzieła czynić w jego treści wzmianki o porze dnia – powodowało to wrażenie zgodności akcji dramatu ze zjawiskami przyrody, dzięki czemu sama natura stawała się dekoracją teatralną, ale co jednocześnie nakładało na dramaturgów ograniczenia.
Pierwszym źródłem, które mówi o tych zasadach jest dopiero Poetyka Arystotelesa, w której filozof wprawdzie mówi o jedności akcji, ale o jedności czasu wspomina tylko krótko i mimochodem, a jedności miejsca nie wymienia wcale.
Zarys późniejszej koncepcji jedności czasu przedstawia piąty rozdział Poetyki (1444 b):

Epopeja jest podobna do tragedii o tyle, że stanowi naśladowanie przedmiotów poważnych wierszem. Różni się natomiast tym, że posiada jeden rodzaj wiersza [heksametr daktyliczny] i formę opowiadania. Różni się też długością. Tragedia bowiem usilnie dąży do tego, aby zmieścić się w czasie jednego obiegu słońca lub tylko nieznacznie go przekroczyć, epopeja nie ma natomiast ściśle określonych granic czasu, chociaż pierwotnie ta sama swoboda panowała w tragediach, co w epopejach.

Pojęcie „długość tragedii” nie jest tu jednoznaczne i od dawna budzi kontrowersje interpretacyjne. Można wyróżnić trzy główne sposoby, na jakie można je rozumieć – może to być albo długość utworu w sensie fizycznym, liczba wersów, albo zależna od długości utworu w sensie fizycznym długość przedstawienia, albo wreszcie czas trwania akcji, tj. przestrzeń czasowa między jej rozpoczęciem a zakończeniem. Do interpretacji trzeciej obok faktu, że dawniejsze tragedie są krótkie skłania także to, że przy pierwszych dwóch interpretacjach kolejne stwierdzenie Arystotelesa, że kiedyś tragedia mogła trwać tak samo długo jak epopeja, byłoby absurdalne.
„Jeden obieg słońca” postulowany przez Arystotelesa jako długość trwania akcji tragedii prawdopodobnie nie oznacza tu doby, ale dzień. Reguła ta wywodzi się z konieczności obecności na orchestrze chóru w ciągu całego przedstawienia – obecność chóru w jednym miejscu przez 24 godziny lub więcej byłaby nierealistyczna i nieprawdopodobna. U Sofoklesa i Eurypidesa akcja większości dramatów rzeczywiście mieści się w dwunastu godzinach, chociaż reguła ta nie jest ściśle przestrzegana.
Przyszłą „jedność akcji” Arystoteles charakteryzuje szerzej. Właściwy dla tragedii przebieg akcji charakteryzuje w wielu miejscach Poetyki, ale zwłaszcza w rozdziale VII (1450 b):

[...] Rozważymy z kolei, jakimi właściwościami powinien odznaczać się układ zdarzeń, skoro jest on najważniejszym i najbardziej podstawowym elementem tragedii. Zgodziliśmy się już, że tragedia jest naśladowczym przedstawieniem pełnej, skończonej i posiadającej określoną wielkość akcji; może wszak istnieć całość, która nie posiada właściwej wielkości. Całością jest zaś to, co ma początek, środek i koniec. Początkiem jest to, co nie występuje na zasadzie konieczności po czymś innym, lecz po czym właśnie zgodnie z naturą rzeczy występuje lub powstaje coś innego. I przeciwnie – końcem jest to, co z natury rzeczy samo następuje po czymś innym, z reguły lub na zasadzie konieczności, a po nim już nie ma niczego. Środkiem natomiast jest to, co samo następuje po czymś innym i po czym następuje coś innego. Dlatego właśnie doskonale skomponowane fabuły nie powinny ani zaczynać się, ani kończyć w przypadkowym punkcie, lecz stosować się do podanych tutaj zasad.

Badacze podkreślają często, że wytworzona w późnorenesansowych Włoszech zasada trzech jedności nie była znana wielkim dramaturgom przed Arystotelesem, ani nawet samemu Arystotelesowi. Cechy rzeczywiście występujące w greckiej tragedii stały się podstawą tej teorii. Twierdzenie, że grecka tragedia zamyka się na ogół w przeciągu doby jest prawdziwe. Ponadto ograniczenie czasu akcji było w tragedii greckiej bardziej potrzebne niż w teatrze współczesnym – prócz wymienionej obecności chóru i traktowania natury jako dekoracji, trzeba wziąć tu pod uwagę większe ograniczenia teatru greckiego w zakresie szybkiej zmiany dekoracji. Czynnikiem, który ułatwiał greckim dramaturgom zachowanie jedności czasu i akcji było to, że tragedie wystawiane były jako trylogie. Części trylogii były zazwyczaj ściśle związane tematycznie, więc tam, gdzie zbyt skondensowana treść sztuki mogłaby być trudno zrozumiała, dramaturg miał możliwość objaśnienia jej w dwóch pozostałych tragediach. Jedność akcji nie oznacza też w tragedii greckiej jedności nastroju – dość często zdarzają się w niej elementy niskie i humorystyczne, występujące zwłaszcza przy postaciach starych nianiek, posłańców itp. Jedność miejsca, nie wzmiankowana przez Arystotelesa, jest w tragedii greckiej częściej łamana niż pozostałe jedności – wprawdzie rzadko występują gwałtowne i nagłe zmiany miejsca, dość często jednak, jak w Ajasie Sofoklesa czy Eumenidach Ajschylosa akcja toczy się w różnych miejscach. W tragedii greckiej istniały więc trzy jedności, nie były jednak wyrażone explicite ani ujęte w formę teorii, dzięki czemu nieskrępowani teorią i krytyką dramaturdzy mieli duży margines swobody, opierając się na konwencji i naturalnym poczuciu piękna oraz szukając nasilenia efektu dzieła zawsze w stosunku do potrzeb konkretnego dramatu.

## Klasycyzm
Mimo że Arystoteles nie wymienia wszystkich zasad, ani nie przywiązuje do nich bardzo dużej wagi, włoscy komentatorzy Arystotelesa z XVI w. wywiedli je z Poetyki – po raz pierwszy pojawiają się one we włoskiej parafrazie Lodovica Castelvetro Poetica d'Aristotele vulgarizzata et sposta (Wiedeń 1570). Castelvetro do swojej parafrazy wprowadza wiele, nieraz długich uzupełnień – należy do nich wyliczenie trzech jedności i ich charakterystyka. Poetyka normatywna późnego Renesansu włoskiego wywarła znaczny wpływ na całość dramaturgii i refleksji literackiej XVII wieku – prócz samej zasady trzech jedności, wprowadziła zasadę pięciu aktów sztuki dramatycznej, zasadę połączenia przyjemności z pouczeniem moralnym, zasadę rangi społecznej bohaterów, eliminowania pokazywania scen zbrodni na scenie, wzniosłości języka. Gromadzenie tego rodzaju błyskotliwych zestawień były typowe dla poetyki manieryzmu – nie wywarły one jednak większego wpływu na praktykę artystyczną dramaturgii włoskiej. Fakt, że „zasada trzech jedności” została sformułowana właśnie we Włoszech jest znaczący – sztukę włoską uznaje się za posługującą się często improwizacją i swobodną ekspresją (zob. commedia dell’arte), więc to, że zasady zostały sformułowane we Włoszech, podważa przekonanie o niszczącym swobodną ekspresję charakterze reguł.  
Z Włoch zasada trzech jedności przeszła do Francji, stając się jedną z podstaw poetyki klasycyzmu francuskiego. Pierwszy francuski przekład Poetyki (z komentarzem) dał André Dacier, uznający jej zasady za zasady naturalne i pragnący uzdrowić dzięki nim francuską dramaturgię. Odwołania do zasady trzech jedności występują u bardzo wielu pisarzy i krytyków francuskich XVII w., m.in. u Jeana Chapelaina, Pierre’a Corneille’a w Discours de trois unités (1660)  i przede wszystkim u Nicolasa Boileau w Sztuce poetyckiej. Corneille polemizuje wprawdzie z teoretykami włoskimi, pragnie jednak wykazać zgodność swoich tragedii z regułami klasycznymi, regułami właśnie w formie nadanej im przez Włochów. Także Jean Racine we wstępach do swoich tragedii często wykazuje taką zgodność.  
W tragedii XVII i XVIII wieku reguły te ulegają spetryfikowaniu, przy czym wielkim dramaturgom francuskim XVII w. zdarzają się jeszcze odstępstwa od nich, podczas gdy w wieku XVIII przybierają one postać rygorystyczną, co zresztą bywa uważane za jeden z czynników ich mniejszej wartości literackiej. Poetyka klasycyzmu francuskiego przenikała w wieku XVII i XVIII także do innych krajów, zwłaszcza do Anglii, w której po dramacie elżbietańskim została wprowadzona przez Bena Jonsona, po okresie upadku dramaturgii w okresie republiki rozwinęła się w znajdującej się pod silnym wpływem francuskim dramaturgii restauracji. Bywała tam jednak stosowana mniej ściśle i została poddana krytyce, m.in. przez Pope’a. 
Henri Peyre w Co to jest klasycyzm? krytykuje naiwne rozumienie funkcji reguł, w tym zwłaszcza zasady trzech jedności, w sztuce i poetyce klasycyzmu. Uważa, że wynika ono ze słabej znajomości literatury i poetyki klasycystycznej wśród jej romantycznych krytyków oraz z funkcji tej krytyki, tego, że nie chciała ona przeprowadzać obiektywnej analizy, ale była zaangażowana w żywiołowy spór z klasycyzmem. Pisze:

Nie istnieje aspekt klasycyzmu, który spowodował więcej dyskusji i był przedmiotem bardziej zasadniczego niezrozumienia i gwałtowniejszych ataków niż uznawanie przez ten klasycyzm pewnych reguł artystycznych. Jeszcze dzisiaj – każdy wykładowca wie o tym dobrze – kiedy zagranicą początkujący student ma scharakteryzować klasycyzm francuski, w dziewięciu przypadkach na dziesięć dostajemy śmieszną odpowiedź: jest to literatura podporządkowana regułom i konwencjom, przede wszystkim regułom trzech jedności

## Krytyka
Trzy jedności zostały poddane krytyce przez krytyków literackich romantyzmu, krytyka ta występowała jednak już wcześniej, w różnych nurtach sentymentalizmu i preromantyzmu, np. u Lessinga i Diderota. Lessing pragnął stworzyć nową, narodową dramaturgię niemiecką, zakładając w Hamburgu teatr narodowy, i z tego względu starał się w Dramaturgii hamburskiej (1767) zdystansować od nieniemieckiej poetyki, często przejaskrawiając jej cechy. Wilhelm Schlegel w wykładach wiedeńskich z 1808 wyszydził tragedię francuską i jej zasady, ze względu na zamiłowanie do dramaturgii hiszpańskiej (Calderona), elżbietańskiej i starożytnej.
Ostatecznie reguły zostały przełamane dopiero przez dramaturgię romantyczną, która, zgodnie z literacką teorią dramatu budowała utwory dramatyczne na zasadzie swobodnej kompozycji fabularnej, nawiązując przy tym do dramatu elżbietańskiego i, w pewnym stopniu, średniowiecznego.